# Chariots of War
Chariots of War (укр. Колісниця війни) — відеогра у жанрі глобальної стратегії, розроблена шведської компанією Paradox Entertainment у співпраці з Slitherine Software і випущена 11 червня 2003 року. У Північній Америці видавцем виступала компанія Strategy First, а в СНД — 1C. Була локалізована студією Snowball.ru під назвою «Історія імперій».

## Геймплей
По суті гра відрізняється від гри Легіон лише місцем дії, ігрова концепція залишилася тією ж. Дія гри відбувається в реальному часі. Гра відбувається на схематично зображеної карті Близького Сходу та Північної Африки. Гравець може виграти ігрову компанію або вільну гру. Граючий може взяти під управління одне з 58 іграбельних держав, серед яких представлені:
- Ассирія
- Єгипет
- Нубія
- Вавилон
- Юдея

Під контролем гравця знаходяться економіка країни, формування армій і флотів і керування ними, дипломатія, будівництво будівель. У той же час торгівля і дипломатія мають набагато менше значення, оскільки тільки військові дії — єдиний спосіб досягти перемоги. Головною метою гри є перемога над комп'ютерними суперниками в грі.

## Економіка
У грі існує дев'ять різних ресурсів, які поширені по всіх ігрових карті. Вони використовуються, для побудови будівель і бойових загонів.

## Інфраструктура
Всього в грі доступні 164 міста і 80 поселень, які є місцями наукових досліджень і виробництва бойових загонів.
У грі можлива споруда будівель, що використовуються як для створення бойових загонів, так і для мирної діяльності. Також гравцеві доводиться стикатися з природними катастрофами — виверження вулканів, посуха, землетрус, сарана та іншими.

## Бойова система
Самі битви відбуваються на окремому екрані. Сили гравця поміщені на одній третині поля битви, і гравець має можливість змінювати їх формування і віддавати певні накази. Сама ж боротьба автоматизована, таким чином тільки через початкові замовлення гравець впливає на бій.

## Дипломатія
Гравець має можливість за допомогою дипломатії укладати союзи, принести дари, оголошувати війну.

## Рецензії
Найбільший російський портал ігор Absolute Games поставив грі 50 %. Оглядач зазначив погано зроблені битви і стару графіку. Вердикт: «Попри всі старання розробників, Chariots of War так і залишилася „Легіоном“ — порядком приїлася грою, насиченою практично неконтрольованими військовими забавами. Стару формулу, основними компонентами якої є однобокий ігровий процес і зубожілий дизайн, заретушувати не вдалося. Залишається сподіватися, що автори знайдуть в собі сили викинути старі напрацювання і своє наступне твір „заміс“ на якісно новому матеріалі.».